# Elith Nørreholm
Elith Stephan Nørreholm (27. oktober 1918 – 16. januar 1991) var en journalist, der i 1954 fik ansættelse som journalist ved Danmarks Radio, hvor Elith Nørreholm arbejdede i Børn- og Ungeafdelingen. Nørreholm fik i 1965 stillingen som programsekretær. 

## Sommerferiebussen
Elith Nørreholm medvirkede i radioprogrammet Sommerferiebussen. I programmet Sommerferiebussen kørte et hold programmedarbejdere rundt i Danmark i børnenes skoleferie, hvor bussen besøgte feriesteder, som der blev rapporteret fra med direkte reportage.

## Andet
Elith Nørrehom var også aktiv som redaktør af undervisningsmateriale om bl.a. erhvervsvejledning, ligesom han indspillede bånd med lysbilleder. 
Nørreholm modtog i 1979 Christian Kryger-prisen og i 1989 Peter Sabroe-Prisen, for sin indsats for børn og unge.
Han er begravet på Bispebjerg Kirkegård.